# Sylwester Braun

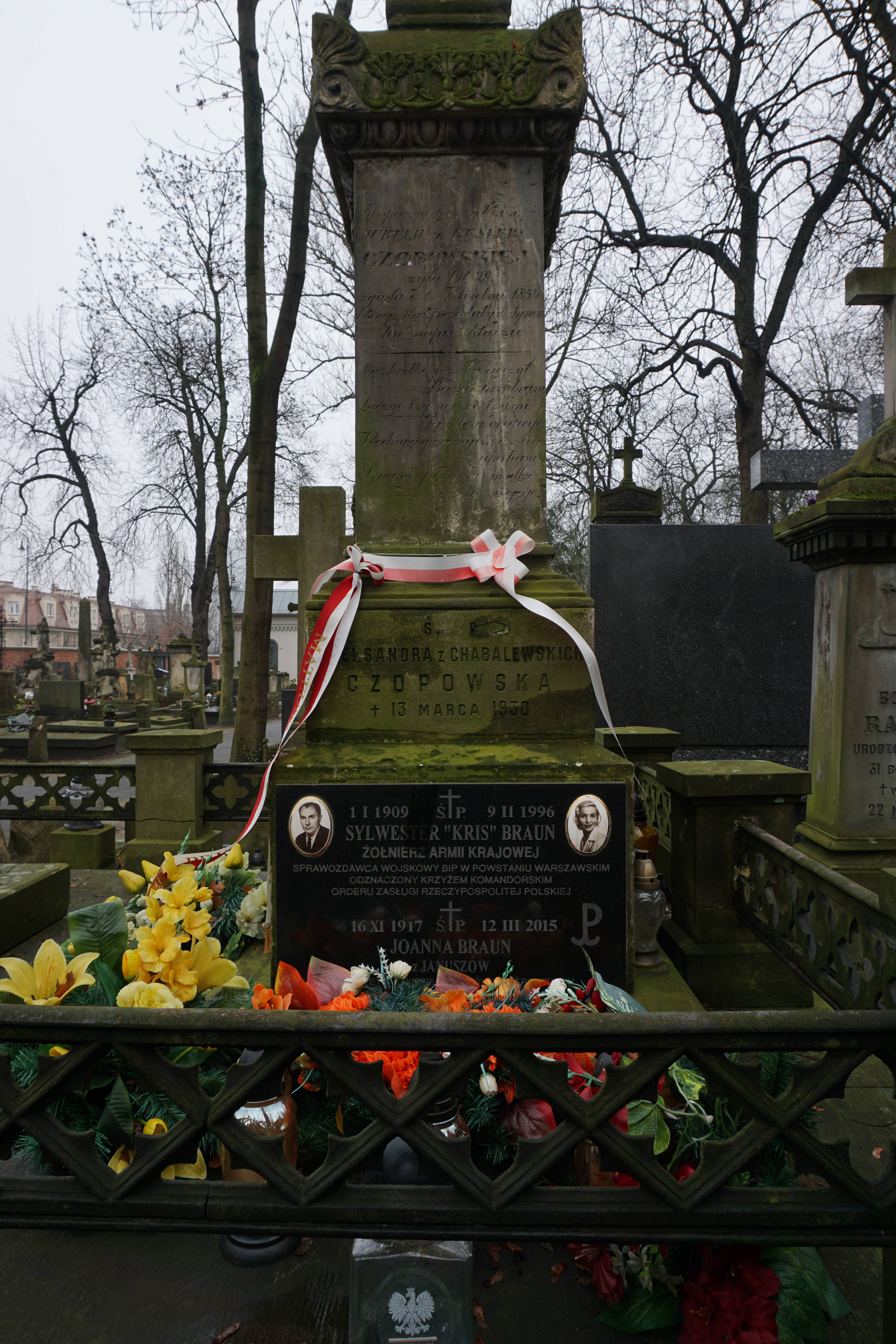
Grób Sylwestra Brauna na cmentarzu Powązkowskim

Sylwester Braun ps. „Kris” (ur. 1 stycznia 1909 w Warszawie, zm. 9 lutego 1996 tamże) – polski geodeta i fotograf, fotoreporter działający dla Biura Informacji i Propagandy Komendy Głównej Armii Krajowej. Znany ze zdjęć dokumentujących powstanie warszawskie, przede wszystkim na terenie Śródmieścia, Woli, Powiśla i Czerniakowa.

## Życiorys
Syn Andrzeja i Rozalii z Chabalewskich. Absolwent Wydziału Geodezji Politechniki Warszawskiej, pracownik Biura Planowania Miasta, żołnierz Organizacji Wojskowej „Wilki”, następnie ZWZ–AK. Znany jako twórca fotografii dokumentujących wydarzenia okresu okupacji niemieckiej i powstania warszawskiego. Był fotoreporterem działającym jako Polowy Sprawozdawca Wojskowy (PSW).
Do Referatu Fotograficznego dołączył w pierwszych dniach powstania. Nie był szkolony na fotoreportera wojennego, podczas okupacji pracował jako fotograf teatralny i portrecista. Ze wszystkich jego zdjęć ocalały jedynie te dokumentujące powstanie warszawskie. Wykonał ich ok. 3000, zachowało się ok. 1540. W swoim mieszkaniu przy ul. Kopernika 28 miał pracownię i laboratorium. Jego asystentką i autorką części fotografii, do których przypisał sobie pełne autorstwo, była Berta Weissberger, ukrywająca się w Warszawie z fałszywymi dokumentami wystawionymi na nazwisko Krystyna Żółkoś. Zdjęcia najczęściej robili w Śródmieściu. Charakterystyczne dla ich pracy jest fotografowanie seriami – zazwyczaj nie robili pojedynczych zdjęć, tylko przemyślane mikroreportaże, opowieści i gotowe świadectwa. Ukazują one dramat powstania i zagładę miasta za pomocą najprostszych środków. Wszystkie fotografie zostały zrobione aparatami Leicą standard, przede wszystkim na filmach małoobrazkowych Agfy.
Braun i Weissberger jako fikcyjne małżeństwo wyszli z Warszawy po kapitulacji, 6 października. Następnie zbiegli z transportu do obozu jenieckiego w Spellen i przybyli do Katowic. W styczniu 1945 powrócili do stolicy, aby wydobyć ukryte negatywy. Po wojnie prowadzili zakład fotograficzny "Betty" w Sopocie. W czerwcu 1946 roku razem z matką Berty - Iloną uciekli do Szwecji. W roku 1958 Braun z nową żoną, którą poznał na emigracji w Sztokholmie - Joanną Larsson (z domu Janusz, byłą więźniarka obozu w Ravensbrück), przeniósł się do Stanów Zjednoczonych.
W 1981 przekazał archiwum negatywów powstańczych Muzeum Warszawy. W kolejnych latach ofiarował muzeum negatywy z lat 1945, 1981–1988 oraz 1991–1994.
Został pochowany na cmentarzu Powązkowskim w Warszawie (kwatera 27, rząd 6, grób 1).
Odznaczony m.in. Krzyżem Komandorskim Orderu Zasługi Rzeczypospolitej Polskiej (26 lipca 1994) za wybitne zasługi w walce o niepodległość Rzeczypospolitej Polskiej w działalności polonijnej i kombatanckiej.

## Publikacje
- Reportaże z Powstania Warszawskiego, Warszawa 1983, ISBN 83-03-00088-8
- Sylwester "Kris" Braun. Fotograf od powstania, Warszawa 2024, ISBN 978-83-971849-4-7

## Galeria zdjęć Sylwestra Brauna z powstania warszawskiego

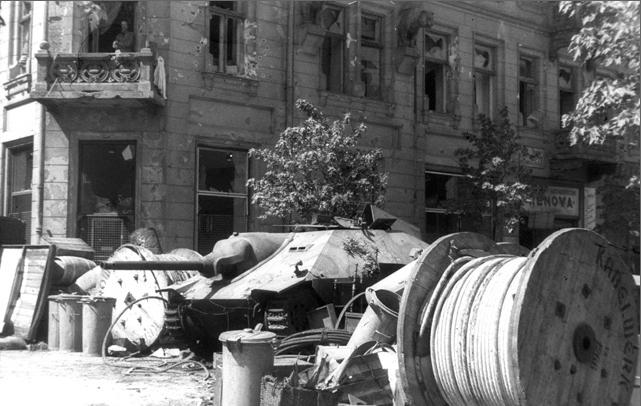
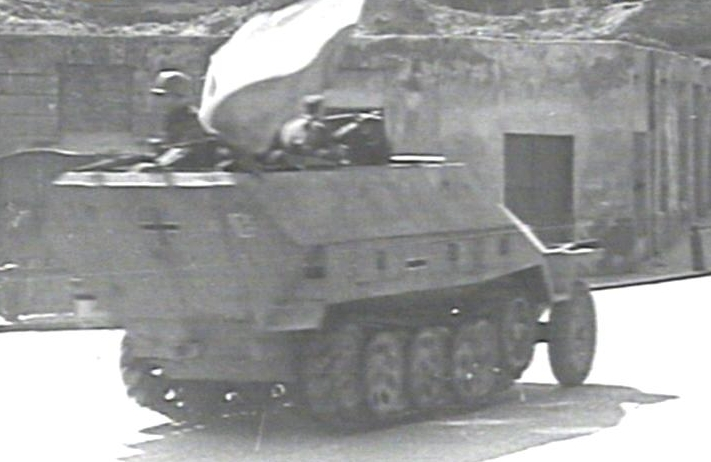
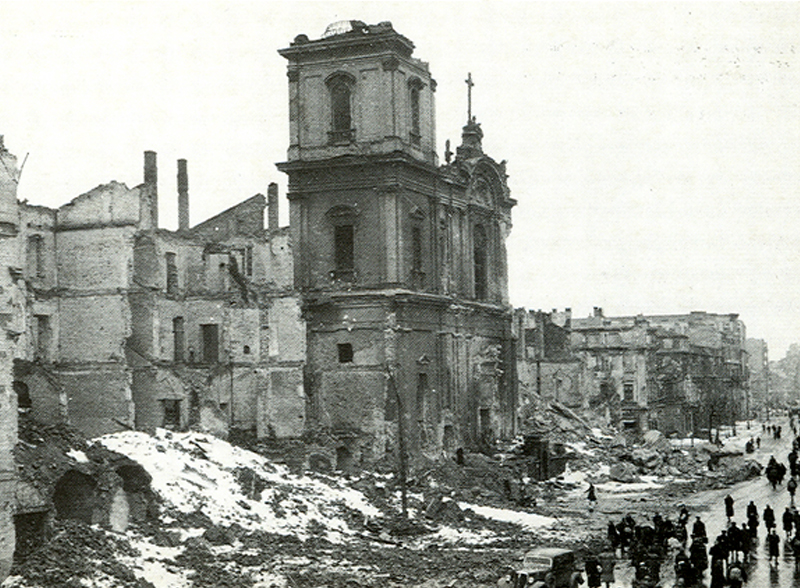
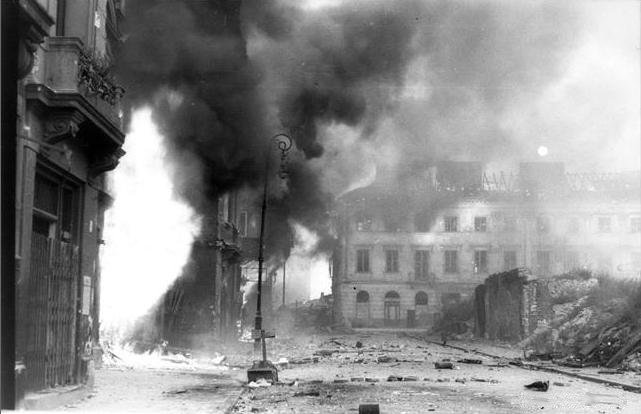
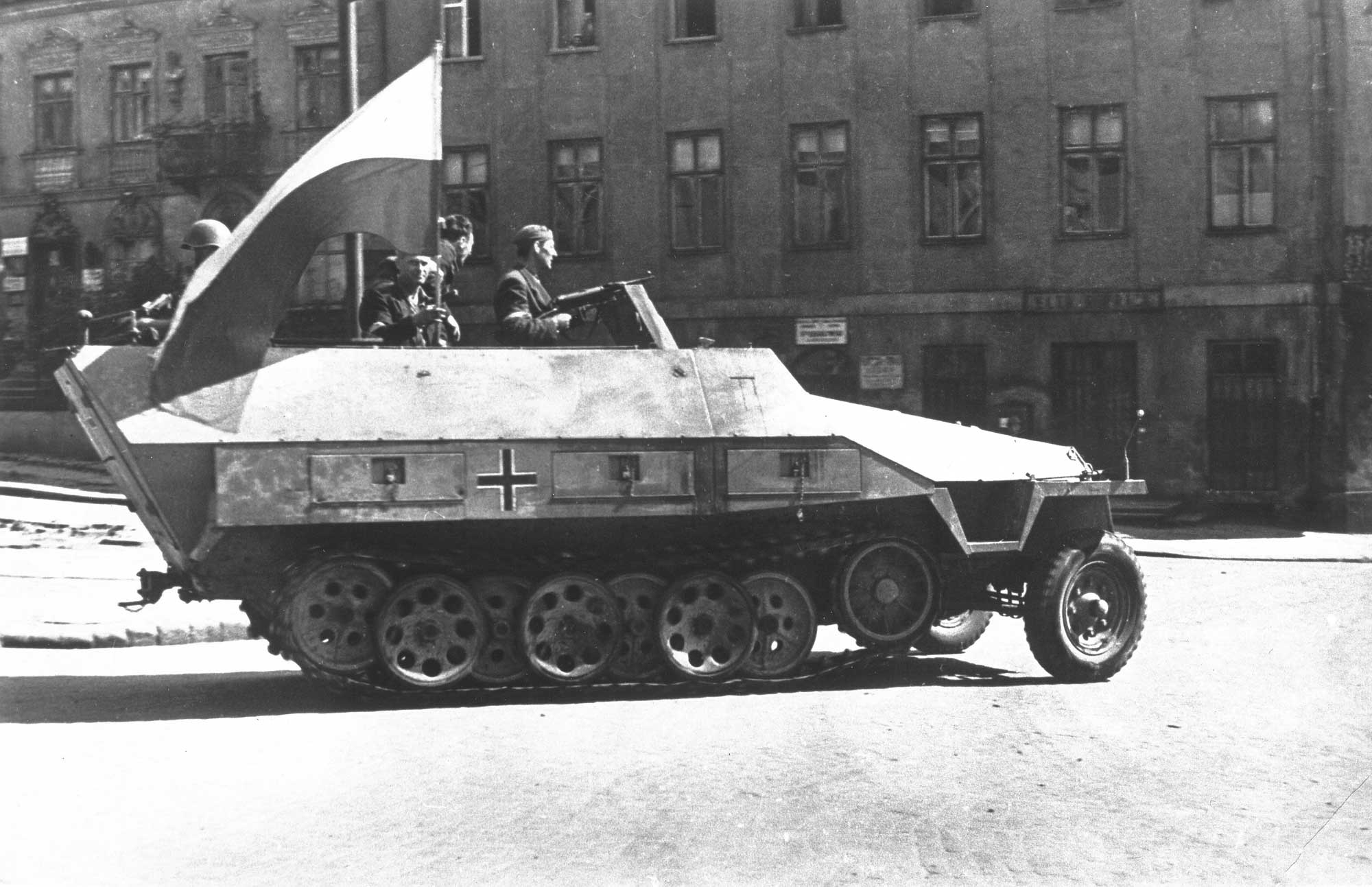
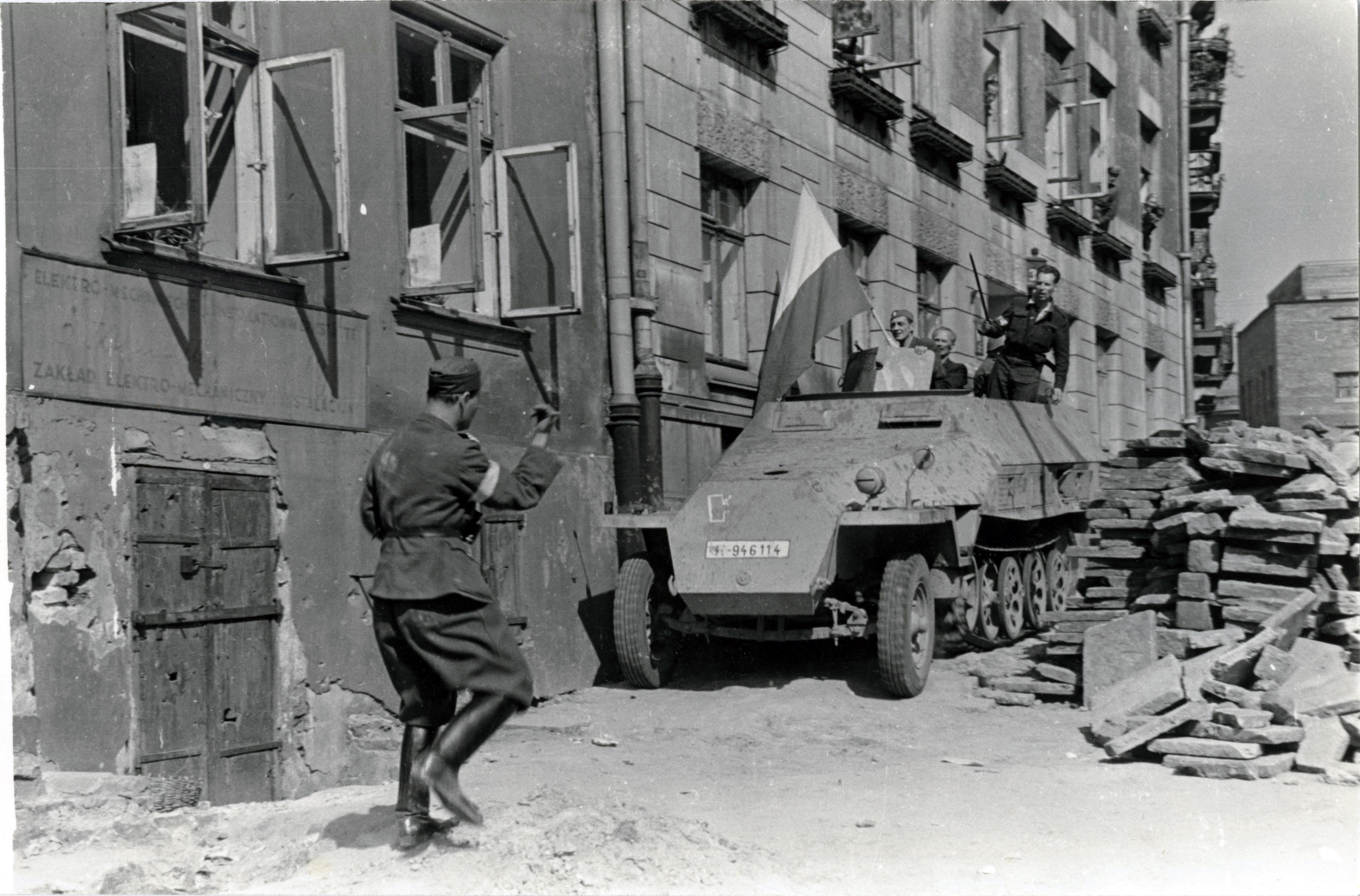
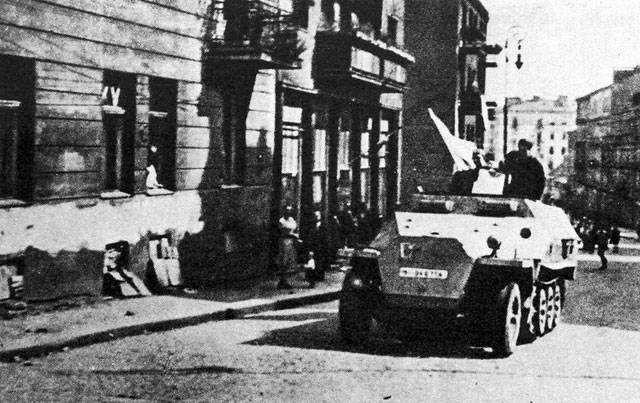
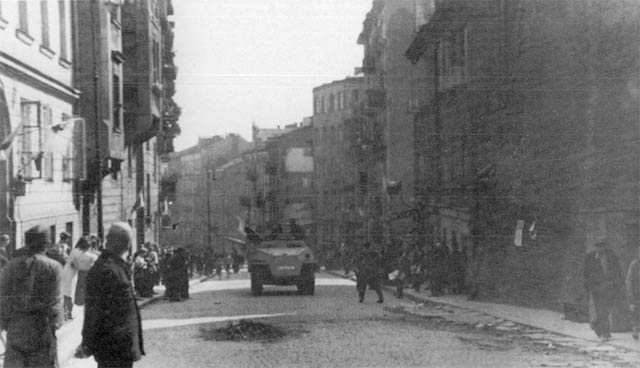
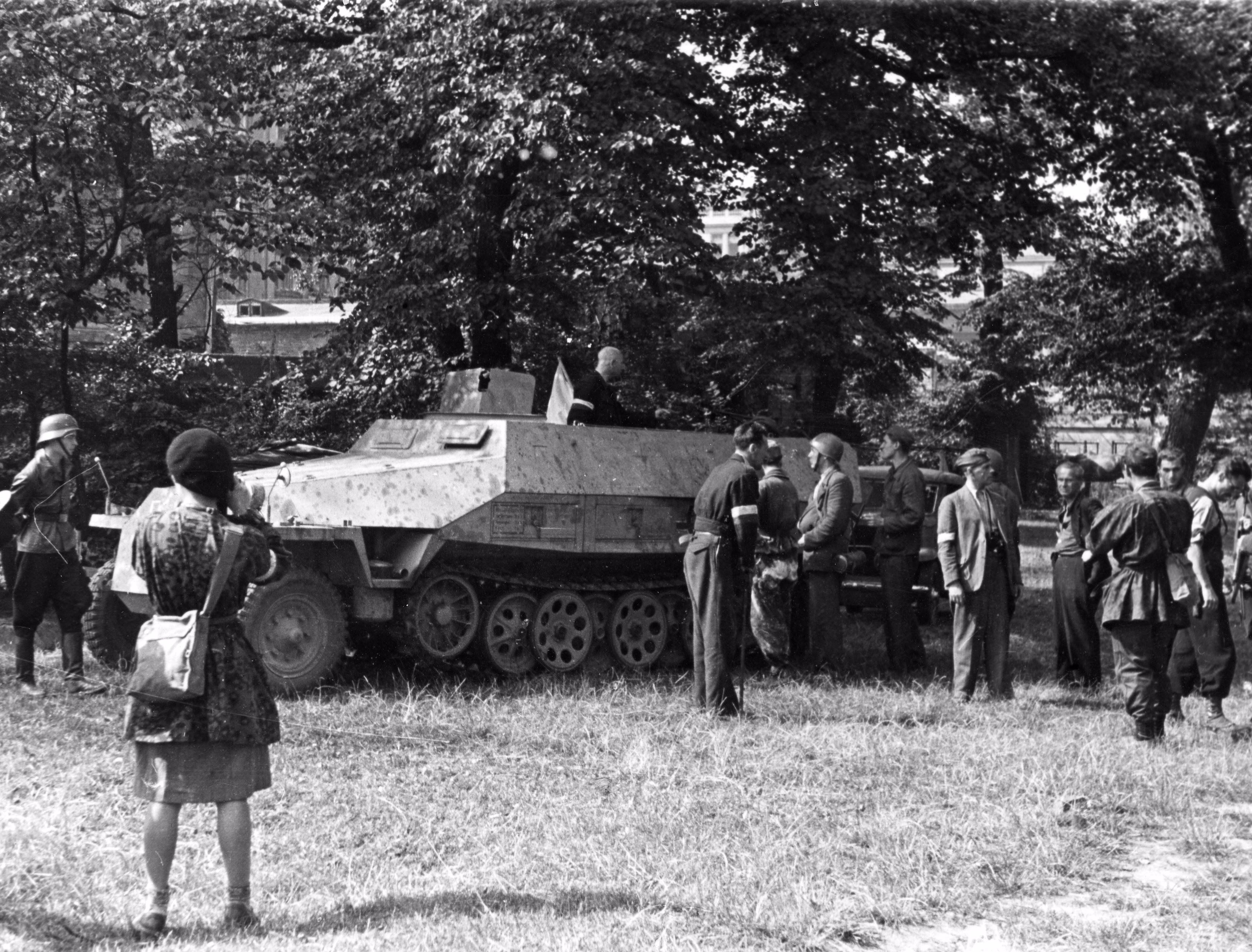
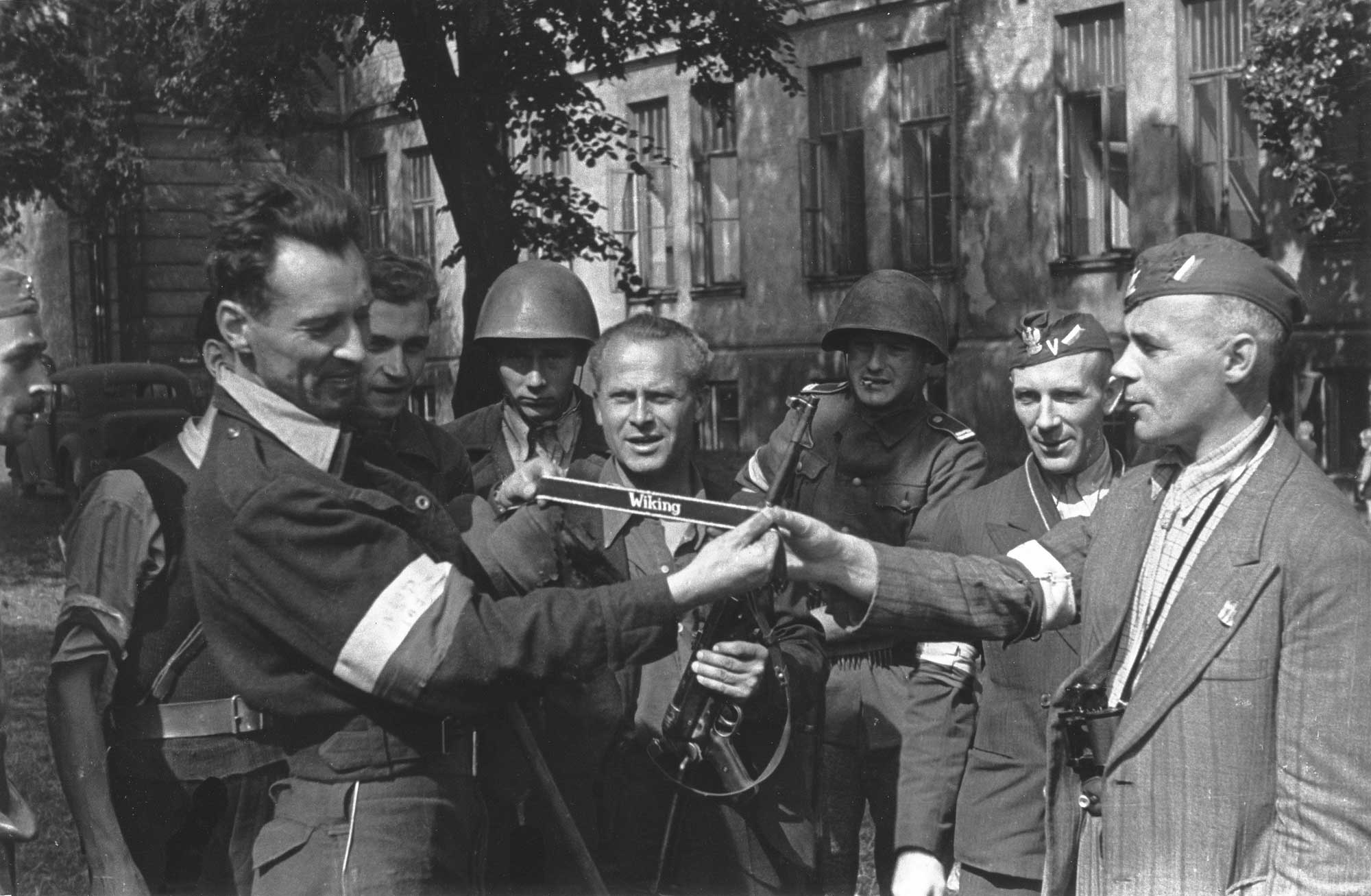
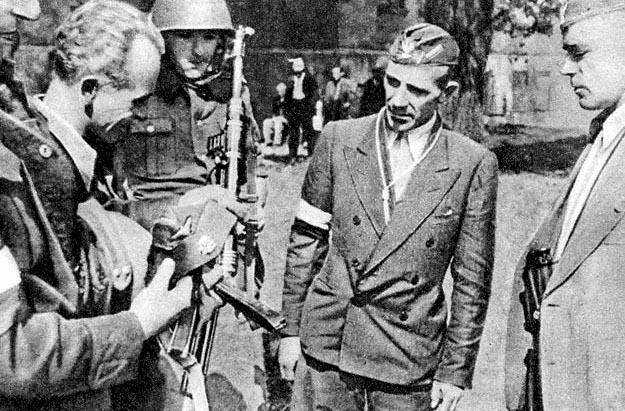
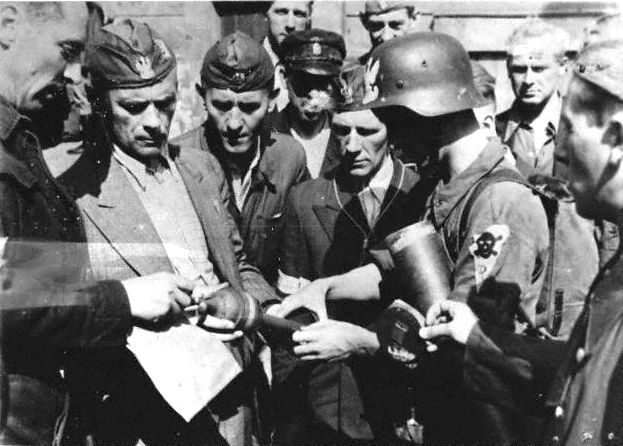
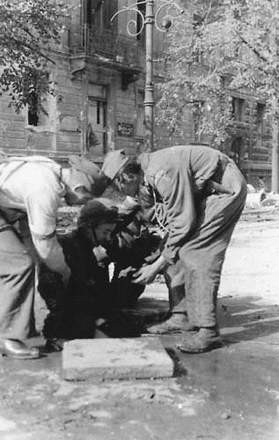
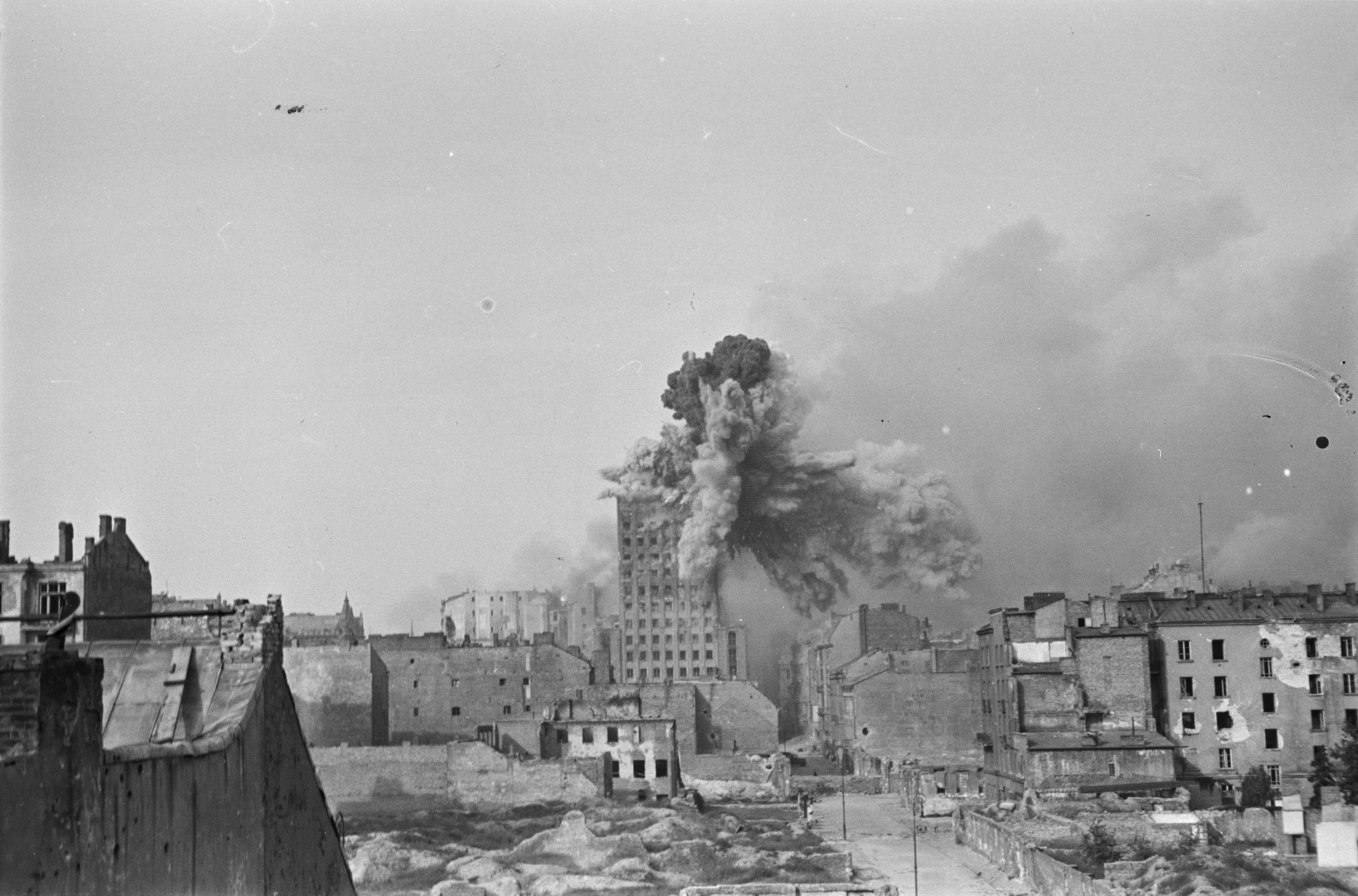
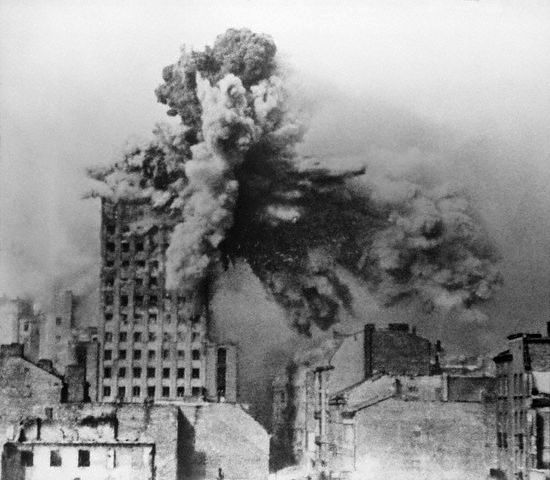
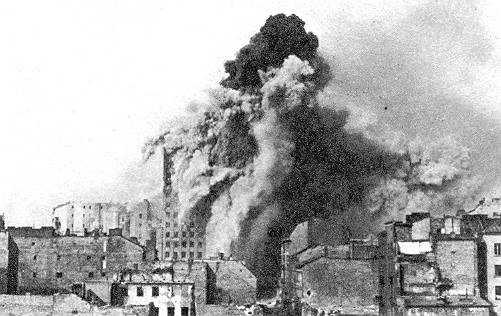
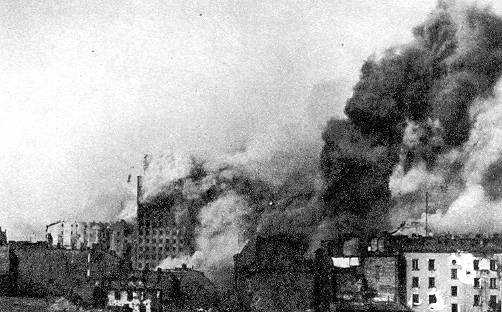
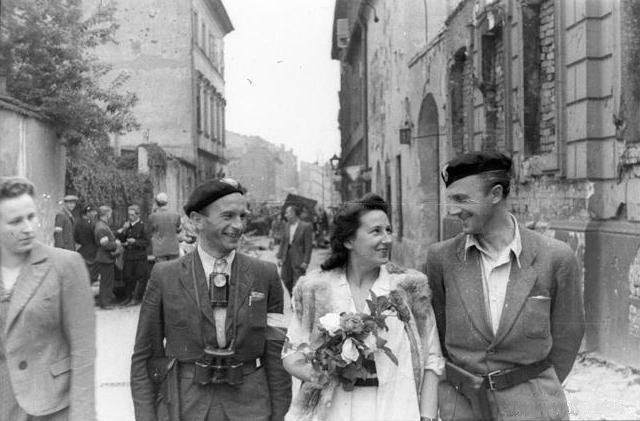
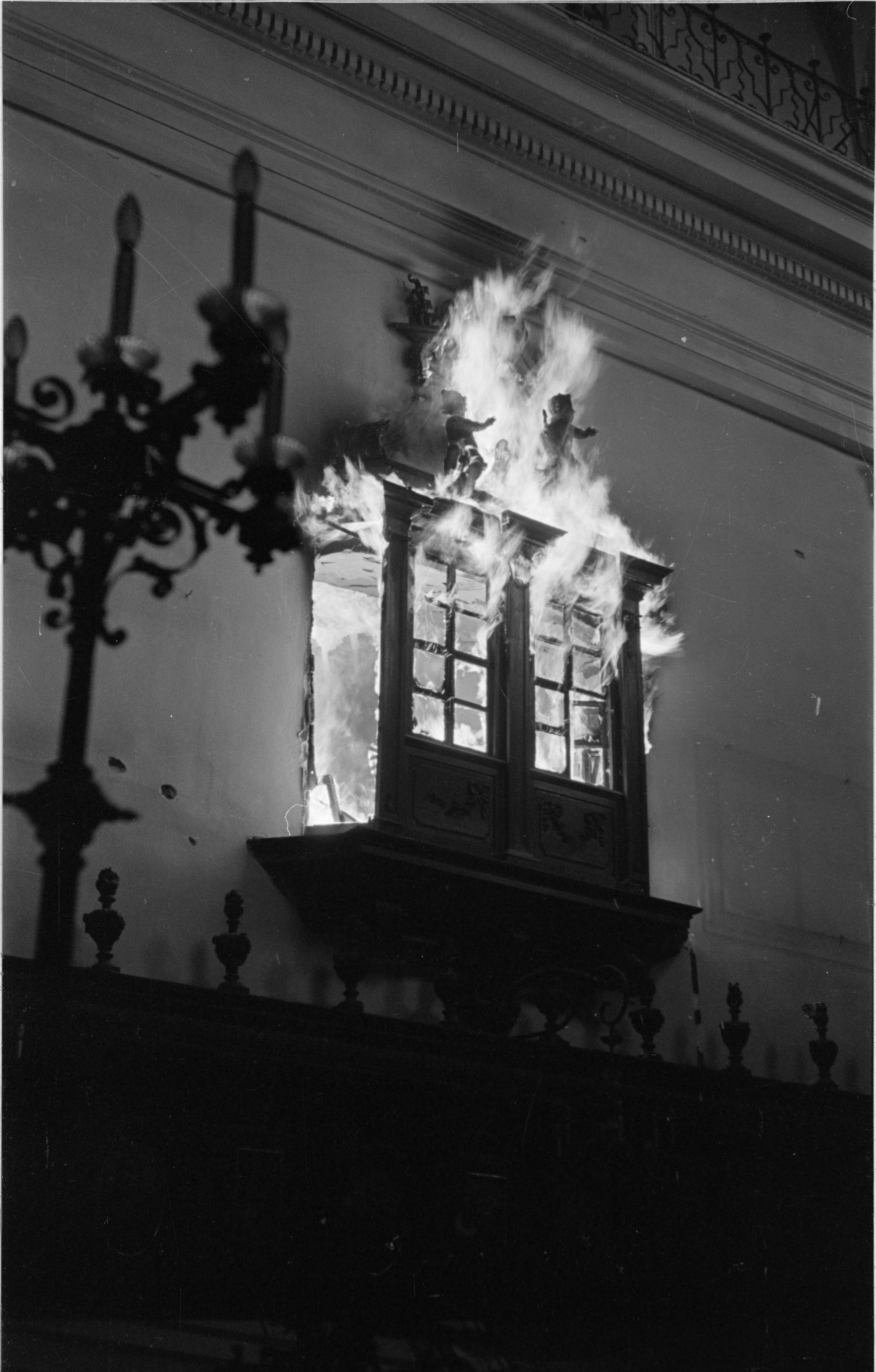
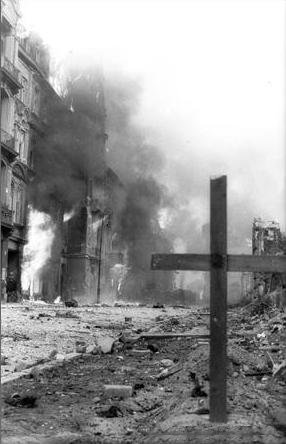
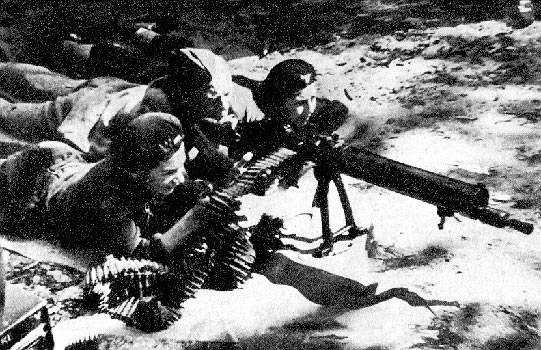
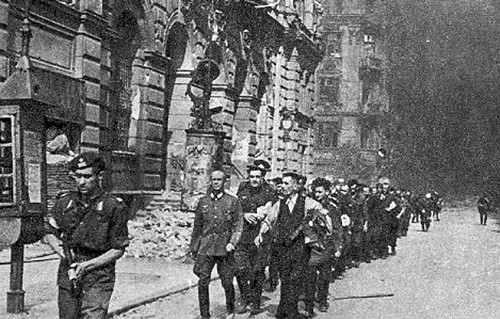
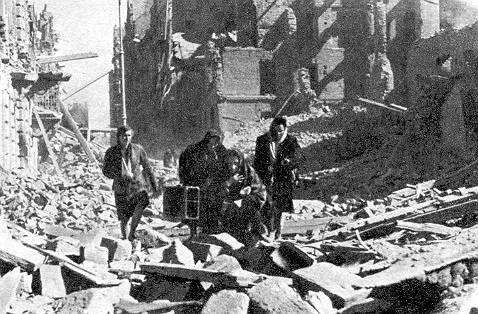
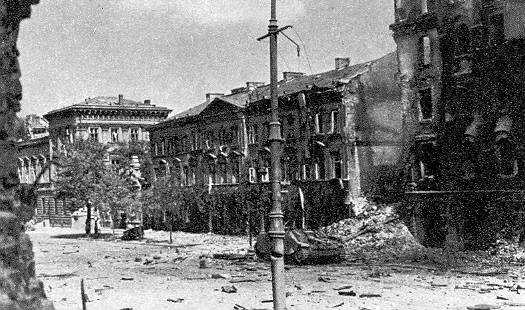
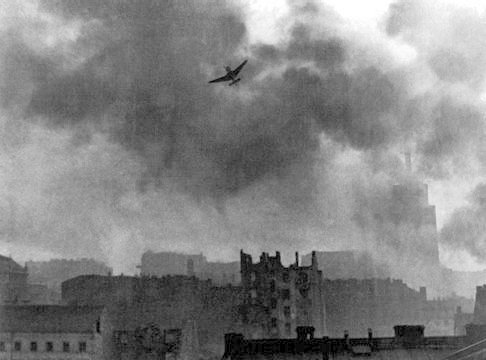